# Rebecka Martinsson
Rebecka Martinsson ist eine 2017 begonnene, schwedische Nordic-Noir-Krimiserie, bei der es sich um Verfilmungen der Romane von Åsa Larsson handelt. In den deutschen Fassungen wurden die Episodenzweiteiler jeweils zu einer Doppelfolge zusammengefasst.
Im Unterschied zu anderen schwedischen Krimis, wie Irene Huss, Kurt Wallander oder Maria Wern, ist Rebecka Martinsson ein neuartiger Ermittlertyp aus Europas Norden. Sie ist keine Kommissarin, sondern arbeitet als Staatsanwältin eng mit einem Ermittlerteam zusammen.

## Handlung
Protagonistin der Serie ist die junge, schöne, hochintelligente und über einen besonderen Spürsinn verfügende Karriereanwältin Rebecka Martinsson (Ida Engvoll/Sascha Zacharias), die zeitweise eine Tätigkeit als Staatsanwältin im nordschwedischen Kiruna annimmt. Unter ihrer perfekten Fassade trägt sie aber die Narben einer schweren Jugend als Waisenkind. Die junge Rechtsanwältin könnte Sozia in einer noblen Stockholmer Kanzlei werden, möchte aber in ihrer Heimat rätselhafte Mordfälle lösen. Martinsson schwankt zwischen einem bürgerlichen Leben in Stockholm und ihrer Heimat Lappland. Die sich ereignenden Mordfälle bieten ihr die Gelegenheit, die Entscheidung aufzuschieben. Auf ihrer Seite steht Polizeikommissarin Anna Maria Mella (Eva Melander), zum Missfallen von deren ehrgeizigem Vorgesetzten Carl von Post (Samuel Fröler). In den einzelnen Episoden der Nordic-Noir-Krimiserie wird in voneinander unabhängigen, brutalen Morden ermittelt.

## Kritik
Die Frankfurter Allgemeine Zeitung ordnet die Serie ins Nordic-Noir-Genre ein und lobt Darsteller und die Episodengestaltung. Auch die Neue Osnabrücker Zeitung lobt die Serie als eine weitere „Perle“ aus dem Norden, die ohne die sonst üblichen „grausigen Schauwerte“ auskommt.

## Besetzung und Synchronisation
Die deutschsprachige Synchronisation entstand nach dem Dialogbuch und der Dialogregie von Ulrich Johannson bei der Berliner Synchron GmbH.
| Rollenname                  | Schauspieler                 | Folgen | Synchronsprecher     |
| --------------------------- | ---------------------------- | ------ | -------------------- |
| Rebecka Martinsson          | Ida Engvoll                  | 4      | Simona Pahl          |
| Rebecka Martinsson          | Sascha Zacharias             | 4      | Anja Mentzendorff    |
| Sven-Erik Stålnacke         | Thomas Oredsson              | 11     | Lutz Mackensy        |
| Tommy Rantakyrö             | Ardalan Esmaili              | 9      | Rainer Fritzsche     |
| Carl von Post               | Samuel Fröler                | 9      | Matthias Klages      |
| Sivving Fjällborg           | Lars Lind                    | 9      | Tommi Piper          |
| Anna Maria Mella            | Eva Melander                 | 9      | Christin Marquitan   |
| Krister Eriksson            | Jacob Öhrman                 | 9      | Steven Merting       |
| Alva Björnfot               | Gunilla Röör                 | 9      | Arianne Borbach      |
| Lars Pohjanen               | Ville Virtanen               | 9      | Karlo Hackenberger   |
| Måns Wenngren               | Niklas Engdahl               | 8      | Matthias Deutelmoser |
| Fredrik Ohlsson             | Jonas Inde                   | 8      | Roland Wolf          |
| Micke Kiviniemi             | Fredric Thurfjell            | 4      | Hans Hohlbein        |
| Simon Kyrö                  | Kristoffer Berglund          | 3      | Benjamin Stöwe       |
| Grundstücksmakler           | Måns Clausen                 | 3      | Robert Glatzeder     |
| Tore Krekula                | Robert Enckell               | 3      | Tim Moeseritz        |
| Hjörleifur Arnarson         | Göran Forsmark               | 3      |                      |
| Robert Mella                | Jakob Hultcrantz Hansson     | 3      | Christoph Banken     |
| Kertuu Krekula              | Christina Indrenius-Zalewski | 3      | Judith Steinhäuser   |
| Wilma                       | Amanda Jansson               | 3      | Alice Bauer          |
| Göran Sillfors              | Lars Johansson               | 3      | Helmut Gauß          |
| Johannes Svarvare           | Stefan Marling               | 3      | Dirk Müller          |
| Karl-Åke Pantzare           | Manfred Negendanck           | 3      | Peter Groeger        |
| Sekreterare                 | Annika Nordin                | 3      |                      |
| Isak Krekula                | Algot Östman                 | 3      | Freimut Götsch       |
| Hjalmar Krekula             | Antti Reini                  | 3      | Dieter Memel         |
| Anni Autio                  | Susanna Ringbom              | 3      | Luise Lunow          |
| Jenny Häggroth (1. Staffel) | Sascha Zacharias             | 2      | Anja Mentzendorff    |

## Episodenliste

### Staffel 1
| Nr. (ges.) | Nr. (St.) | Deutscher Titel                   | Originaltitel                    | Erstausstrahlung SWE  | Deutschsprachige Erstausstrahlung (D) | Regie            | Drehbuch                        |
| --- | --------- | --------------------------------- | -------------------------------- | --------------------- | ------------------------------------- | ---------------- | ------------------------------- |
| 1 | 1         | Weiße Nacht                       | Det blod som spillts 1 + 2       | 8. und 15. März 2017  | 1. Jan. 2018                          | Frederik Edfeldt | Henrik Engström, Mattias Grosin |
| Martinsson kehrt zur Beerdigung der engagierten Pfarrerin Mildred, die einst für sie nach dem Tod ihrer Eltern wie eine Ziehmutter war, in ihren nordschwedischen Heimatort zurück. Als sich Drohbriefe finden, gelingt es Martinsson, die Kommissarin Anna Maria Mella zu überzeugen, den bereits als Unfalltod abgeschlossenen Routinefall gegen den Willen ihres Vorgesetzten Carl von Post genauer zu untersuchen. Obwohl in Stockholm eine lukrative Karriere und ihr Freund warten, kann Martinsson einfach nicht loslassen.                |           |                                   |                                  |                       |                                       |                  |                                 |
| 2 | 2         | Der schwarze Steg                 | Svart stig 1 + 2                 | 22. und 29. Mär. 2017 | 7. Jan. 2018                          | Frederik Edfeldt | Henrik Engström, Mattias Grosin |
| Martinsson überwintert in ihrer nordschwedischen Heimat und nimmt übergangsweise eine Stelle als Staatsanwältin an. Schon bald hat sie es mit dem ersten Mordfall zu tun: Die Leiche einer furchtbar misshandelten jungen Frau wurde in einem Wohnwagen gefunden. Im Zuge der Mordaufklärung kommt sie einem raffinierten Betrug auf die Schliche und stößt auf ein schreckliches Familiengeheimnis. |           |                                   |                                  |                       |                                       |                  |                                 |
| 3 | 3         | Bis dein Zorn sich legt           | Till dess din vrede upphör 1 + 2 | 5. und 12. Apr. 2017  | 1. Apr. 2018                          | Frederik Edfeldt | Henrik Engström, Mattias Grosin |
| Martinsson hat es mit dem Tod einer Teenagerin und dem Verschwinden ihres Freundes zu tun, der alles andere als ein Unfall ist. Die beiden tauchten in einem zugefrorenen See nach einem deutschen Flugzeugwrack aus dem Zweiten Weltkrieg. In dieser Episode tritt Kommissarin Mella hervor: Eheprobleme zu Hause, Burn-Out im Beruf und die Privatfehde mit einem Verdächtigen – nur ihr Sturkopf hält sie auf Kurs. Grandiose Bilder der Naturkulisse sorgen für einen besonderen Reiz.                                                        |           |                                   |                                  |                       |                                       |                  |                                 |
| 4 | 4         | Denn die Gier wird euch verderben | Till offer åt Molok 1 + 2        | 19. und 26. Apr. 2017 | 2. Apr. 2018                          | Frederik Edfeldt | Henrik Engström, Mattias Grosin |
| Kurz vor ihrer geplanten Rückkehr nach Stockholm gibt es wieder einen grausamen Mord. Eine Frau mit häufigen Männerkontakten wurde im eigenen Bett mit einer Heugabel erstochen. Als ihre Dienstzeit zu Ende geht, macht Martinsson auf eigene Faust weiter und lenkt sich weiterhin von der Entscheidung zwischen Lappland und Stockholm ab. An ihrer Seite tritt diesmal der Pathologe Pohjanen hervor: Der kettenrauchende, krebskranke Gerichtsmediziner und Martinsson übertreffen sich gegenseitig in ihren fragwürdigen Ermittlungsweisen. |           |                                   |                                  |                       |                                       |                  |                                 |

### Staffel 2
| Nr. (ges.) | Nr. (St.) | Deutscher Titel  | Originaltitel           | Erstausstrahlung SWE | Deutschsprachige Erstausstrahlung (D) | Regie            | Drehbuch                         |
| --- | --------- | ---------------- | ----------------------- | -------------------- | ------------------------------------- | ---------------- | -------------------------------- |
| 5 | 1         | Nach alter Sitte | Rendrängen 1 + 2        | 6. und 7. Mai 2020   | 1. Apr. 2021                          | Frederik Edfeldt | Karin Arrhenius, Oskar Söderlund |
| Martinsson bleibt bei ihrer Entscheidung, in ihrer nordschwedischen Heimat zu bleiben. Ein undurchsichtiger Fall verspricht von Anfang an nur Ärger. Zwischen Rentierzüchtern und einem geschäftstüchtigen Bergführer, der mit illegalen Jagdtouren die Jungtiere der Züchter gefährden soll, ist ein Kleinkrieg ausgebrochen. Als einer der Züchter eine Vergeltungsaktion unternimmt, beginnt die Gewalt zu eskalieren und auch innerhalb der Züchter treten Spannungen zutage.                                                              |           |                  |                         |                      |                                       |                  |                                  |
| 6 | 2         | Lange Schatten   | Husgrunden 1 + 2        | 13. und 14. Mai 2020 | 4. Apr. 2021                          | Frederik Edfeldt | Karin Arrhenius, Oskar Söderlund |
| Martinsson bekommt es mit einem Fall zu tun, der die tiefen Wunden ihrer Kindheit schmerzen lässt. Beim Abriss eines Hotels in Kiruna entdecken Bauarbeiter das Skelett einer jungen Frau, die vor 16 Jahren verschwand. Die traurige Geschichte der inzwischen 17-jährigen Tochter nimmt sie sehr mit, denn auch Martinsson hat als Kind ihre Mutter verloren und dies nie verarbeitet. Als Martinssons Nachbar einen Schlaganfall erleidet, belastet sie das zusätzlich. Auch ihre heimliche Affäre mit dem Polizeihundeführer setzt ihr zu. |           |                  |                         |                      |                                       |                  |                                  |
| 7 | 3         | In Teufels Küche | Lögnen 1 + 2            | 20. und 21. Mai 2020 | 5. Apr. 2021                          | Frederik Edfeldt | Karin Arrhenius, Oskar Söderlund |
| Martinsson ist schwanger und macht sich Gedanken über ihre Zukunft. In Stockholm will sie abtreiben lassen. Währenddessen treibt eine Dealerbande in Kiruna ihr Unwesen. Darin ist auch Tommys Stiefbruder verwickelt, was dieser erst verschweigt. Kurz vor dem Zugriff der Polizei wird Tommy erschossen und die flüchtigen Drogendealer stoßen mit der zu Hilfe eilenden Martinsson in ihrem Auto frontal zusammen. |           |                  |                         |                      |                                       |                  |                                  |
| 8 | 4         | Eisige Kälte     | Varningstriangeln 1 + 2 | 27. und 28. Mai 2020 | 11. Apr. 2021                         | Frederik Edfeldt | Karin Arrhenius, Oskar Söderlund |
| Martinsson versucht, in der Einsamkeit Nordschwedens die Folgen ihres Unfalls zu verarbeiten. Als eine junge Frau und ihr Baby tot aufgefunden werden, bittet die Oberstaatsanwältin sie, die Ermittlungen zu übernehmen. Obwohl der vermeintliche Täter schnell gefunden ist und gesteht, kommen Martinsson Zweifel an seiner Schuld. |           |                  |                         |                      |                                       |                  |                                  |